# 騙り商法
騙り商法（かたりしょうほう）とは、販売員が職業を騙ったり、職業を暗示させるような言動や服装を用いたりして、商品を販売したり、役務提供契約を締結したりすることをいう。商法というより詐欺または悪徳商法である。騙り詐欺（かたりさぎ）ともいう。

## 概要
販売員が騙ったり暗示させる職業は、自治体の職員（消防職員、水道局職員など）などが多い。公的機関や知人の誰か、あるいはその代理に成り済まして被害者を騙し、金品を巻き上げたり、物品を売りつけたりする。特殊詐欺などもこの一種だが、本項では対面して瞞す手法を中心に記する。
かたり詐欺は、詐欺では古典的な手法の一つで、身分を詐称し、成り済まして相手を信用させて騙す技術で、舌先三寸で丸め込むことを基本とするが、様々な小道具を用いて、徐々に信用させるなどの手段を講じる場合もある。
公的機関を名乗る場合は、それらしい制服などを着て、警察や役所、官庁名をかたる。「消火器」、「ガス警報器」、「表札」などを売りつける例が警察庁で注意喚起されているが、かたり商法の場合、被害者の善意や義務感に付け入ることが多く、架空の規則やルールを偽って売ろうとすることが多い。また警察官をかたった場合は、捜査協力などと称して、家に上がり込んだり、銀行のカードを預かって暗証番号などを聞き出した例などもある。
かたり詐欺は基本的には金品を目的とする営利詐欺だが、希に欺すことだけを目的とすることもあり、それら例として重婚の二重生活などがあげられる。
手口の例
「電話局の方から来ました」といい、高額な電話機を購入させる。

## 有名なかたり詐欺
- 首飾り事件 - 『マリー・アントワネットの首飾り』の題で映画化された
- フランク・アバグネイル - 『キャッチ・ミー・イフ・ユー・キャン』の題で映画化された
- クヒオ大佐結婚詐欺事件 - 『クヒオ大佐』の題で映画化された
- 三億円事件 - 映画化、ドラマ化など複数
- 有栖川宮詐欺事件